# Josip Kostanjevec
Josip Kostanjevec, slovenski pisatelj; * 19. februar 1864, Vipava, † 20. maj 1934, Maribor.

## Življenje in delo
Kostanjevec je končal učiteljišče v Kopru in nato služboval po raznih krajih na Primorskem: (Trnovo, Col, Prem) in Litiji ter Ljubljani. V Ljubljanskem zvonu, Domu in Svetu je objavljal  kratke pripovedi, daljše novele in povesti. V svojih delih se je zgledoval zlasti pri Janku Kersniku, tematiko pa je najraje zajemal iz kmečkega življenja. Njegove pripovedi so fabulativno razgibane, vendar premalo psihološko poglobljene. Leta 1900 in 1904 je izdal dva zvezka kratkih pripovedi z naslovom Iz knjige življenja, nato pa še Življenja trnova pot (1907), Novo življenje (1914) in Krivec (1921).

### Romani
- Kotanjska elita, (1898)
- Gojko Knafeljc, (1899)

### Povesti
- Življenja trnjeva pot: resnična zgodba iz polupreteklega časa, (1907)
- Oče in sin: povest iz polpretekle dobe, (1912)
- Novo življenje, (1914)
- Gozdarjevi spomini, (1914)